# 톱10 (럭비)

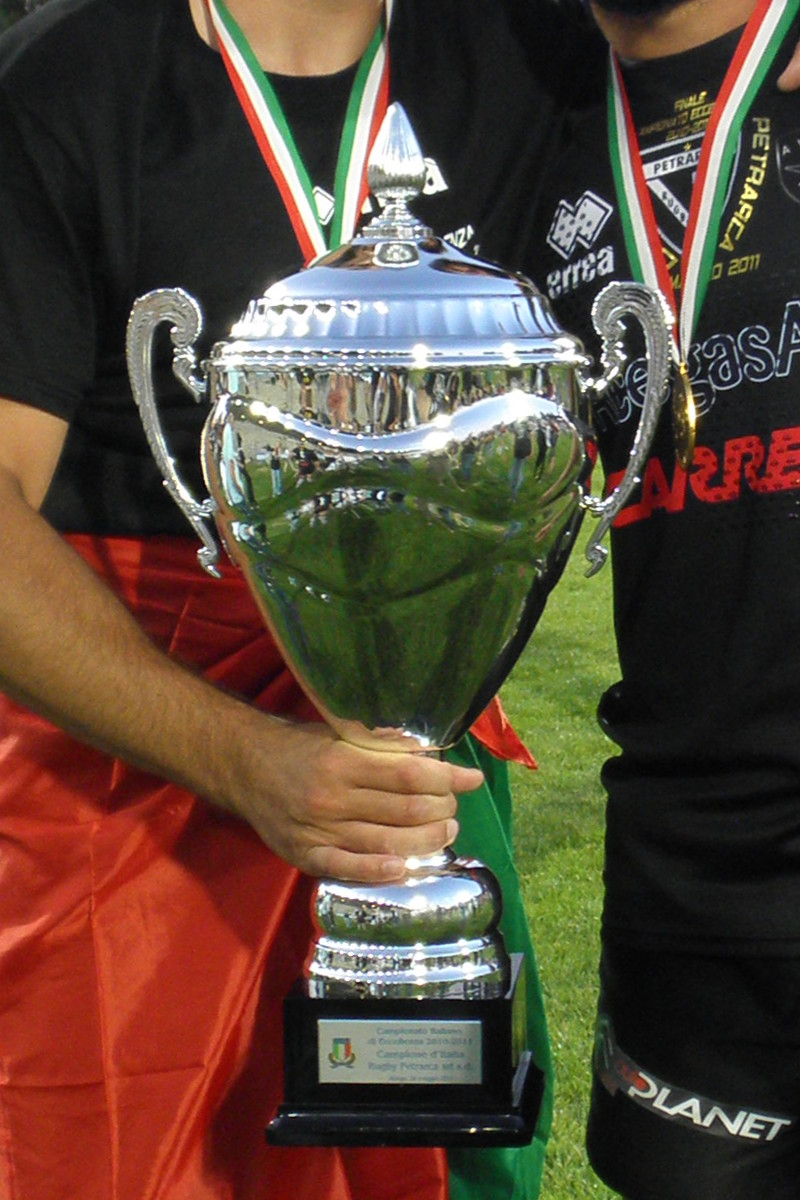

캄피오나토 나시오날레 에클렌자(Campionato Nazionale Eccellenza) 또는 톱10(Top10)은 1929년 창설된 이탈리아의 최상위 럭비 유니온리그이다. 10팀으로 구성되어 있으며 매년 꼴지팀은 세리에 A (럭비 유니온)로 강등된다. 이전 명칭은 수퍼 10(Super 10), 시리에 A(Serie A), 시리에 A1(Serie A1), 톱12(Top12), Eccellenza, Divisione Nazionale 등이 있다.

## 같이 보기
- 유나이티드 럭비 챔피언십
- 하이네켄 컵